# Das ist Amerika, Charlie Brown
Das ist Amerika, Charlie Brown (Originaltitel: This Is America, Charlie Brown ) ist eine achtteilige US-amerikanische Zeichentrick-Miniserie, die 1988 bis 1989 produziert und gesendet wurde und auf Comic-Strips von Die Peanuts-Schöpfer Charles M. Schulz basiert.

## Inhalt
Charlie Brown und seine Freunde erforschen gemeinsam die Geschichte der Vereinigten Staaten von Amerika. Sie treffen berühmte Persönlichkeiten wie George Washington und die Gebrüder Wright, erleben die erste Mondlandung, reisen auf der Mayflower etc. Im Gegensatz zu den anderen Zeichentrickfolgen, in den die Peanuts auftreten, werden in dieser Serie Erwachsene gezeigt.

## Episoden
| # | Originaltitel                             | Erstausstrahlung in den USA | Deutscher Titel                       | Erstausstrahlung in Deutschland |
| - | ----------------------------------------- | --------------------------- | ------------------------------------- | ------------------------------- |
| 1 | Mayflower Voyagers                        | 21. Oktober 1988            | Die Leute von der Mayflower           | 3. September 1991               |
| 2 | Birth of the Constitution                 | 28. Oktober 1988            | Regieren ist ein schwieriges Geschäft | 10. September 1991              |
| 3 | Wright Brothers at Kitty Hawk             | 4. November 1988            | Der Traum vom Fliegen                 | 17. September 1991              |
| 4 | NASA Space Station                        | 11. November 1988           | 90 Tage im Weltraum                   | 24. September 1991              |
| 5 | Building of the Transcontinental Railroad | 10. Februar 1989            | Wettlauf der Eisenbahnen              | 1. Oktober 1991                 |
| 6 | Great Inventors                           | 10. März 1989               | Die großen Erfinder                   | 8. Oktober 1991                 |
| 7 | Smithsonian and the Presidency            | 19. April 1989              | Schwere Zeiten und große Präsidenten  | 15. Oktober 1991                |
| 8 | Music and Heroes of America               | 23. Mai 1989                | Musiker und andere Helden             | 22. Oktober 1991                |

## Produktion und Veröffentlichung
Die Serie mit acht je 25 Minuten langen Folgen wurde 1988 von Lee Mendelson Film Productions und Bill Melendez Productions produziert. In der Regie waren Sam Jaimes, Evert Brown, Bill Meléndez und Sam Nicholson tätig, Lee Mendelson schrieb die Drehbücher. Für den Schnitt waren Gordon D. Brenner, Chuck McCann und Warren Taylor verantwortlich. 
Die Erstausstrahlung fand bei CBS vom 21. Oktober 1988 bis zum 23. Mai 1989 statt. Die Folgen erschienen auch auf VHS und später auf DVD. Die erste Folge, The Mayflower Voyagers, wurde in einer gekürzten Fassung noch häufiger zu Thanksgiving wiederholt. Die deutsche Erstausstrahlung vom 3. September bis 22. Oktober 1991 geschah bei ProSieben, es folgten mehrere Wiederholungen.